# 川口孝秀
川口 孝秀（かわぐち たかひで、1950年5月15日 - ）は、大阪府出身の元プロ野球選手（投手）。

## 来歴・人物
PL学園高では甲子園などの出場がなく、特に目立った選手ではなかったが、スカウトが目をつけ1968年にドラフト外で中日ドラゴンズに入団。元々韓国籍であり当時の制度ではドラフトの対象とはならなかった。
1971年オフに中日を自由契約となり、1972年に近鉄バファローズへ入団。しかし、一軍公式戦の出場がないまま、1975年に引退。

## 詳細情報

### 年度別投手成績
- 一軍公式戦出場なし

### 背番号
- 59 （1969年 - 1971年）
- 46 （1972年 - 1975年）